# Summer Seascape nr. 2
Summer Seascape nr. 2 is een compositie van Howard Hanson voor altviool en strijkorkest.
Het is een werk ter nagedachtenis aan Edwin Hughes, een pianist en pleitbezorger voor het uitgeven van partituren van pianoconcerten bij de (muziek)uitgeverij G.Schirmer. Uiteindelijk zou het North Carolina Symphony de première verzorgen. Uiteraard is deze compositie is droever van klank dan andere composities van de componist. Hanson schreef al eerder een werk ter nagedachtenis: Elegie ter nagedachtenis van Sergej Koussevitzky.

## Trivia
Zijn compositie Bold Island Suite bevat ook een deel met dezelfde titel, maar is een ander werk. Toch heeft de componist Bold Island in de staat Maine voor ogen gehad bij Summer Seascape nr. 2.

## Bron en discografie
- Uitgave Naxos; Philadelphia Virtuosi Chamber Orchestra o.l.v. Daniel Spalding